# Inscriptiones Graecae
Inscriptiones Graecae (IG), днес надписи на древногръцки и латински език, е академичен проект, чието начало е положено от Пруската академия на науките, а днес продължава от нейната наследничка и правоприемничка – Германската академия на науките.
Проектът е замислен като продължение на Corpus Inscriptionum Graecarum, чийто публикации излизат между 1825 и 1860 г.г., под редакцията на Филип Август Бьок, след което е обединен в едни класически корпус с Corpus Inscriptionum Latinarum, стартирал през 1847 г. под ръководството на Теодор Момзен.